# Hanashi, Navalgund
Hanashi là một làng thuộc tehsil Navalgund, huyện Dharwad, bang Karnataka, Ấn Độ.